# 切爾內奇納 (奧赫特爾卡區)
50°18′25″N 34°48′30″E / 50.30694°N 34.80833°E
切爾內奇納（羅馬化：Chernechchyna）是位於烏克蘭東北部的村莊，由蘇梅州奥赫特尔卡区的切爾內奇納市鎮負責管轄，並為該市鎮的行政中心。該村處於沃爾斯克拉河畔，距離多布羅斯拉維夫卡1.5公里和雷博滕2公里，海拔高度108米。